# Герои уничтоженных империй
Герои уничтоженных империй — игра в жанре стратегия в реальном времени / RPG, разработанная компанией GSC Game World и изданная компанией GSC World Publishing 6 октября 2006 года под Windows.

## Сюжет
Действие игры разворачивается на полуострове Атланс в выдуманном мире Аквадор. Это мир, где нет людей, но есть разные сказочные существа.
История ведётся от лица молодого Следопыта — эльфа по имени Эльхант, который отправился на защиту города Зари, осаждённый, предположительно, орками.
Идя наперекор массовому отступлению эльфийских солдат от города, следопыт встречает командира-амазонку, которая в спешке пытается объяснить Эльханту, что на Зари напала нежить. Следопыт, поначалу не понимает о чем та говорит, и сразу же осуждает решение женщины отступать, поскольку в пределах города еще могут оставаться беззащитные горожане. Но, получив от воительницы категоричный отказ в поддержке, отправляется далее в одиночку.
На подходах к Зари следопыт переубеждает часть отступающих копейщиков прикрыть отход горожан и заручается поддержкой древочеловека, который также был застан врасплох нашествием мертвецов: этой армии на первых порах с успехом удается держать оборону и даже продвигаться к самому городу. Но наступление зомби и воинов-скелетов начинает заметно теснить уступающих в количестве войско эльфов. Эльхант приказывает оставшимся эльфам отступать в лес, а сам занимает место в оборонительной башне на окраине города.
Нежить в итоге обрушивает всю свою мощь на последнего защитника города, штурмуя башню всевозможной пехотой и катапультами. В последний момент, когда судьба прижатого к стенке следопыта, казалось бы, уже предрешена, таинственная амазонка верхом на грифоне прилетает к башне, подхватывает Эльханта и улетает с ним прочь от разоренного города. Эльфийка возмущена инициативой следопыта, поскольку из-за него погибли многие воины, однако Эльхант говорит, что не мог бросить горожан. Амазонка представляется Ланой, дочерью воеводы Монфора, который собирает войско из укрывшихся в окрестных лесах эльфов. Эльхант предъявляет желание поговорить с ним.
С этого момента и начинаются эпические приключения.

## Игровой процесс
Стратегическая половина игры более всего напоминает серию игр «Казаки». Игрок может строить войска для борьбы со своими противниками, попутно развивая свою экономику и героя.
Всего существует 4 игровые расы: Эльфы, Криальцы, Механики, Нежить (Солы только в кампании)
Отличия между расами выражаются как в представленном выборе войск, так и в экономической системе.

### Герои
В игре у каждой из четырёх рас есть по три героя, отличающиеся стартовыми характеристиками, типом урона и особыми умениями. Хорошо развитый герой может заменить собой армию.

## Рецензии
| Сводный рейтинг | Сводный рейтинг |
| Агрегатор       | Оценка          |
| --------------- | --------------- |
| GameRankings    | 65,84 %         |

Журнал «Игромания» поставил игре 8 баллов из 10, сделав следующее заключение: «Неожиданно приятная игра, реанимирующая давно забытые ощущения. Ощущения, которые мы испытывали от российских игр в конце 90-х.».